# Liste der Bischöfe von Zielona Góra-Gorzów

## Apostolische Administratoren
Apostolische Administratoren von Kamień, Lubusz und der Prälatur Piła, mit Sitz in Gorzów Wielkopolski
- Edmund Nowicki, Apostolischer Administrator 1945–1951
- Tadeusz Załuczkowski, Kapitularvikar 1951–1952
- Zygmunt Szelążek, Kapitularvikar 1952–1956
- Józef Michalski, Kapitularvikar 1956–1958
- Wilhelm Pluta, Apostolischer Administrator 1958–1972

## Bischöfe
Die folgenden Personen waren bzw. sind Bischöfe von Zielona Góra-Gorzów, (lat.: Dioecesis Viridimontanensis-Gorzoviensis, poln.: Diecezja zielonogórsko-gorzowska); (deutsch: Grünberg i.Schlesien – Landsberg a.d.Warthe).
| Nr. | Bischof          | von  | bis  | Beschreibung | Darstellung | Wappen |
| --- | ---------------- | ---- | ---- | --- | ----------- | ------ |
| 01  | Wilhelm Pluta    | 1972 | 1986 | * 9. Januar 1910 in Kochlowitz (poln. Kochłowice), am 24. Juni 1934 zum Priester geweiht, am 4. Juli 1958 zum Weihbischof in Breslau und zum Titularbischof von Leptis Magna ernannt, konsekriert am 7. September 1958, am 28. Juni 1972 Bischof von Gorzów (deutsch: Landsberg), † 22. Januar 1986 |             |        |
| 02  | Józef Michalik   | 1986 | 1993 | * 20. April 1941 in Zambrów, am 23. Mai 1964 in Łomża zum Priester geweiht, am 1. Oktober 1986 zum Bischof von Gorzów (deutsch: Landsberg) ernannt, Bischofsweihe am 16. Oktober 1986, am 17. April 1993 Erzbischof von Przemyśl |             |        |
| 03  | Adam Dyczkowski  | 1993 | 2007 | * 17. November 1932 in Kęty, am 24. Juni 1957 zum Priester geweiht, am 19. September 1978 zum Weihbischof in Breslau und Titularbischof von Altava ernannt, Bischofsweihe am 25. November 1978, am 25. März 1992 Weihbischof in Legnica, am 17. Juli 1993 Bischof von Zielona Góra-Gorzów, emeritiert am 29. Dezember 2007, † 10. Januar 2021 in Zielona Góra                                                  |             |        |
| 04  | Stefan Regmunt   | 2007 | 2015 | * 29. Juni 1951 in Krasnystaw, am 29. Mai 1976 in Breslau zum Priester geweiht, am 3. Dezember 1994 zum Weihbischof in Legnica und Titularbischof von Castellum Medianum ernannt, Bischofsweihe am 6. Januar 1995 in Rom durch Papst Johannes Paul II., Mitkonsekratoren waren Kurienkardinal, Giovanni Battista Re und Kurienkardinal Jorge María Mejía, am 29. Dezember 2007 Bischof von Zielona Góra-Gorzów |             |        |
| 05  | Tadeusz Lityński | 2015 |      | * 14. Juni 1962 in Kożuchów; seit 2012 Weihbischof; am 23. November 2015 zum Bischof von Zielona Góra-Gorzów ernannt |             |        |

## Weihbischöfe
Die folgenden Personen sind/waren Weihbischöfe im Bistum Zielona Góra-Gorzów:
| Nr. | Bischof          | von  | bis  | Beschreibung | Darstellung | Wappen |
| --- | ---------------- | ---- | ---- | --- | ----------- | ------ |
| 01  | Paweł Socha CM   | 1973 | 2012 | * 10. Januar 1935 in Wojslawice, am 22. Mai 1958 zum Ordenspriester geweiht, am 20. November 1973 zum Weihbischof in Gorzów und Titularbischof von Thunigaba ernannt, Bischofsweihe am 26. Dezember 1973 durch Kardinal Karol Józef Wojtyla, Erzbischof von Krakau, Mitkonsekratoren waren der Bischof von Gorzów, Wilhelm Pluta, der Erzbischof von Posen, Jerzy Stroba, der Bischof Ignacy Jeż von Köslin-Kolberg und Bischof Albin Małysiak, Weihbischof in Krakau, am 16. Januar 2012 emeritiert |             |        |
| 02  | Edward Dajczak   | 1989 | 2007 | * 16. Februar 1949 in Świebodzin, am 15. Juni 1975 in Gorzów zum Priester geweiht, am 15. Dezember 1989 zum Weihbischof in Gorzów und Titularbischof von Azura ernannt, Bischofsweihe am 6. Januar 1990, am 23. Juni 2007 Bischof von Köslin-Kolberg |             |        |
| 03  | Tadeusz Lityński | 2012 | 2015 | * 14. Juni 1962 in Kożuchów, am 5. Juni 1988 in Gorzówz zum Priester geweiht, am 28. April 2012 zum Weihbischof in Gorzów und Titularbischof von Cemerinianus ernannt, Bischofsweihe am 16. Juni 2012, von Erzbischof Celestino Migliore, Apostolischer Nuntius in Polen, Mitkonsekratoren Stefan Regmunt Bischof von Zielona Góra-Gorzów und Andrzej Dzięga Erzbischof von Stettin-Cammin |             |        |
| 04  | Adrian Put       | 2022 |      | * 4. November 1978 in Stettin, am 22. Mai 2004 zum Priester geweiht, am 28. Juni 2022 zum Weihbischof in Zielona Góra-Gorzów und Titularbischof von Furnos Minor ernannt |             |        |